# Попо IV фон Лауфен
Попо IV (Бопо V) фон Лауфен (на немски: Poppo IV (Boppo (V) von Laufen; † между 5 октомври 1212 и 6 април 1219) е граф на Лауфен на Некар в Лобденгау.
Той е син на граф Попо III фон Лауфен († 1181) и Аделхайд фон Фобург, дъщеря на граф и маркграф Диполд III фон Фобург († 1146) и втората му съпруга Кунигунда фон Нортхайм-Байхлинген († 1140). Майка му е сестра на Адела († сл. 1187), съпруга на бъдещия импеаратор Фридрих I Барбароса († 1190).
Със смъртта на Попо IV (Бопо V) през ок. 1219 г. графският род фон Лауфен измира по мъжка линия и град Лауфен отива на крал Фридрих II фон Хоенщауфен. Части от собственостите им отиват на господарите фон Дюрн и Шауенбург.

## Фамилия
Попо IV фон Лауфен се жени и има две дъщери:
- дъщеря (* ок. 1181; † сл. 1208), омъжена за Герхард III фон Шауенбург († сл. 1240)
- Мехтилд фон Лауфен (* пр. 1254; † 25 юли 1276/януари 1277), омъжена ок. 1216/1217 г. за Конрад I фон Дюрн ( * 1193; † 17 септември 1253/1258)